# Tachia
Genre
Synonymes
selon tropicos :
- Myrmecia J.F. Gmel.
- Tachia sect. Schomburgkiana Maguire & Weaver[1]

selon GBIF :
- Myrmecia Schreb.[2]

Tachia est un genre d'arbuste, de la région néotropiacle, appartenant à la famille des Gentianaceae, dont l'espèce type est Tachia guianensis Aubl., et comptant entre 13 et 23 espèces.
Le nom Tachia provient du nom Galibi, qui désigne les fourmis tachi qui vivent dans les tiges creuses de Tachia guianensis.

## Description
Tachia est un genre d'arbustes, d'arbrisseaux ou d'herbacées vivaces, à tiges cylindriques, souvent avec de la résine à l'aisselle des feuilles supérieures. 
Les feuilles entièrement développées, pétiolées à subsessiles, chlorophylliennes, à limbes non amplexicaules, mesurant 6,5-35 cm de long et comptant 3-11 nervures. 
Les inflorescences sont axillaires, à fleurs solitaires, ou groupées par 2 à partir d'un petit coussin, apparaissant successivement, et dépourvues de bractées et de bractéoles.
Les fleurs sont pentamères, sessiles, actinomorphes à zygomorphes.
Le calice est tubulaire, caréné à ailé, soudé à la base sur 1/2 - 9/10 de sa longueur, coriace, campanulé ou tubulaire, lobes ovales, triangulaires ou elliptiques, épaissis dorsalement, parfois avec une carène dorsale, apex obtus, aigu ou acuminé ; 
LA corolle est caduque, membraneuse, soudée en tube, en forme de plateau ou d'entonnoir, longue de 14-95 mm, à apex effilé lors du stade du bourgeon.
L'androcée est zygomorphe avec les étamines et le style repliés vers le bas de la bouche de la corolle.
Les étamines sont insérées dans le tube de la corolle près de la base, de longueur inégale, avec la base des filets sans appendices, les anthères oblongues, et l'apex du connectif doté de petites pointes stériles.
Les grains de pollen sont organisées en monades.
Le pistil comporte un disque de nectaire à sa base, avec un stigmate en deux lamelles. 
Le fruit est une capsule ligneuse, déhiscente par 2 valves, avec le calice longtemps persistant.
Les graines sont globuleuses à anguleuses, avec le testa papilleux,,,,,,

## Protologue

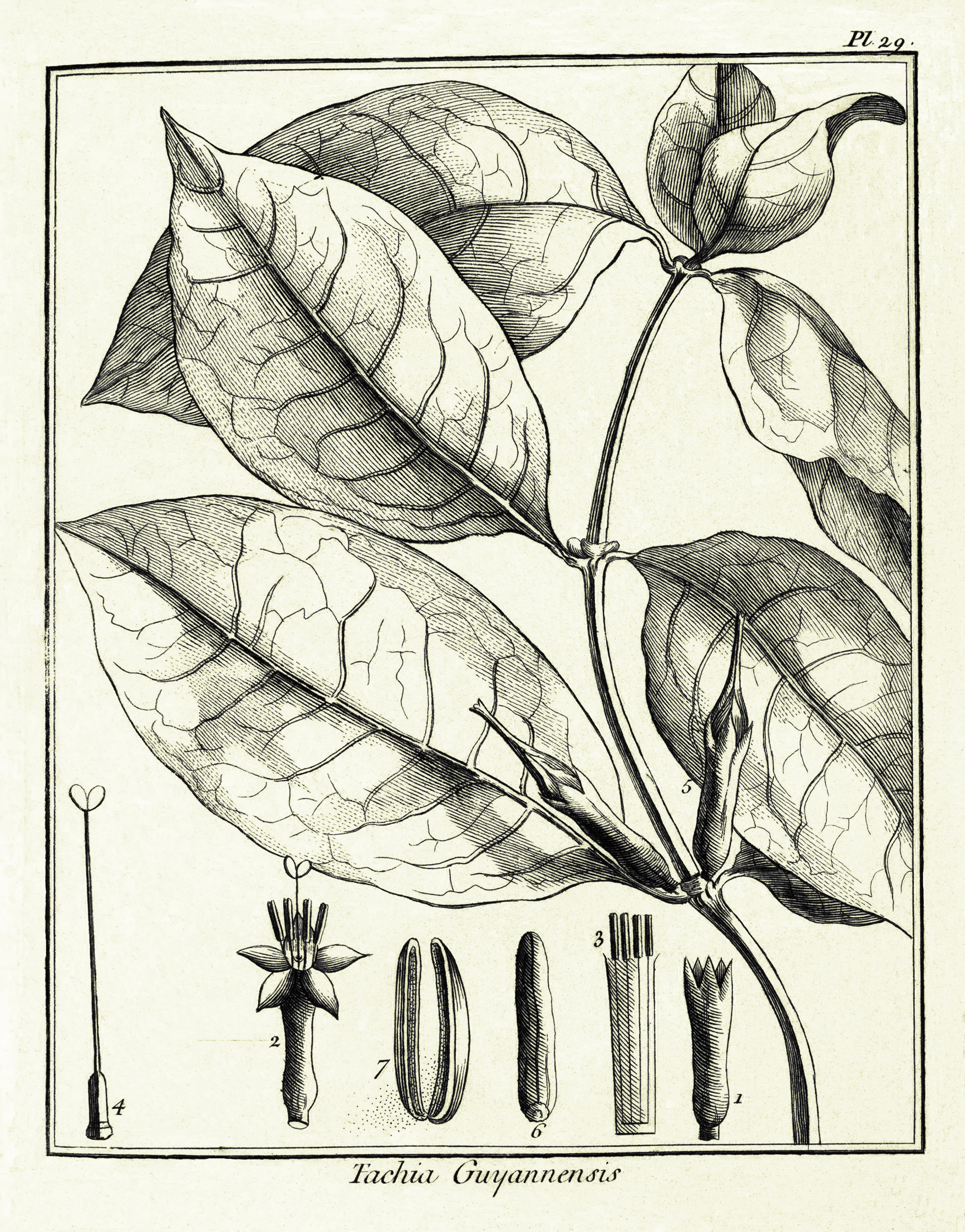
Tachia guianensis par Aublet (1775) :
Planche 29. - 1. Calice. - 2. Corolle. - 3. Tube de la corolle ouvert. Étamines. - 4. Diſque. Ovaire. Style. Stigmate. - 5. Capſule. - 6. Capſule ſéparée du calice. - 7. Capſule ouverte en deux valves.

En 1775, le botaniste Aublet propose le protologue suivant : 
« TACHIA. (Tabula 29.)

CAL. Perianthium monophyllum, oblongum; tubuloſum, quinquederitatum, denticulis acutis, erectis.
COR. monopetala, tubuloſa, receptaculo piſtilli inferta; fauce inflatâ; limbus quinquefidus, laciniis ovatis, acutis, extrorium revolutis.
STAM. Filamenta quatuor, infimæ parti corollæ affixa. Antheræ oblongæ, biloculares, extra tubum prominentes.
PIST. Germen oblongum, difco quinque-glandulari ad baſim circumdatum. Stylus longiflimus. Stigma bilamellatum.
PER. Capsula oblonga, calice teſta, bilocularis.

SEM. numerofa, minutiſſima. »
— Fusée-Aublet, 1775.

## Espèces
Selon GBIF (07 février 2024) :
- Tachia blancoi Al.Rodr. & J.Sánchez-Gonz.
- Tachia gracilis Benth.
- Tachia grandiflora Maguire & Weaver
  - Tachia grandiflora var. grandiflora 
  - Tachia grandiflora var. orientalis Maguire & Weaver, 1975
- Tachia grandifolia Maguire & Weaver
  - Tachia grandifolia var. grandifolia 
  - Tachia grandifolia var. orientalis Maguire & Weaver
- Tachia guianensis Aubl.
- Tachia lancisepala Struwe, Kinkade & Maas
- Tachia longipes L.Cobb & Maas
- Tachia loretensis Maguire & Weaver
- Tachia occidentalis Maguire & Weaver
- Tachia orientalis Struwe & Kinkade
- Tachia parviflora Maguire & Weaver
- Tachia schomburgkiana Benth.
- Tachia siwertii Struwe, Kinkade & Maas
- Tachia smithii Maguire & Weaver

Selon Tropicos (07 février 2024) (Attention liste brute contenant possiblement des synonymes) :
- Tachia blancoi Al. Rodr. & J. Sánchez-Gonz., 2017
- Tachia calygona (Ruiz & Pav.) Griseb., 1839 [1838]
- Tachia cordifolia (L.) Mart. ex G. Don, 1837
- Tachia gracilis Benth., 1854
- Tachia grandiflora Maguire & Weaver, 1975
- Tachia grandifolia Maguire & Weaver, 1975
- Tachia guianensis Aubl., 1775
- Tachia lancisepala Struwe, Kinkade & Maas, 2005
- Tachia longifolia (L.) Mart. ex G. Don, 1837
- Tachia longipes L. Cobb & Maas, 1998
- Tachia loretensis Maguire & Weaver, 1975
- Tachia occidentalis Maguire & Weaver, 1975
- Tachia orientalis (Maguire & Weaver) Struwe & Kinkade, 2013 [2014]
- Tachia paniculata (Aubl.) Pers., 1805
- Tachia parviflora Maguire & Weaver, 1975
- Tachia pavonii Gilg, nom. nud., 1895
- Tachia pavonii Gilg, 1895
- Tachia punctata Plee ex Tul., 1844
- Tachia schomburgkiana Benth., 1854
- Tachia siwertii Struwe, Kinkade & Maas, 2005
- Tachia smithii Maguire & Weaver, 1975
- Tachia swartzii G. Don, 1837
- Tachia trigona (Aubl.) Pers., 1805